# Stadhuis van Rotterdam

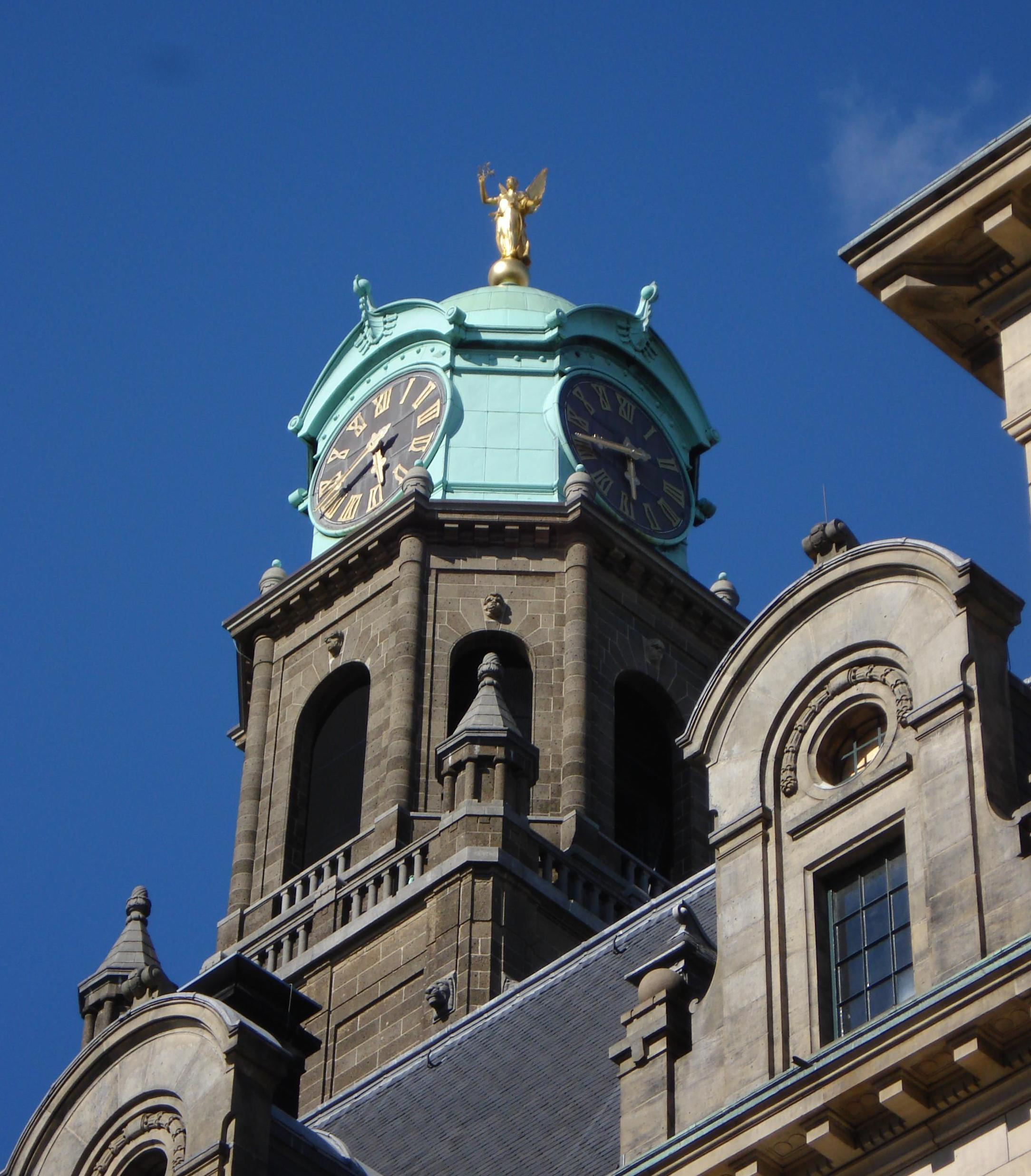
Toren van het stadhuis

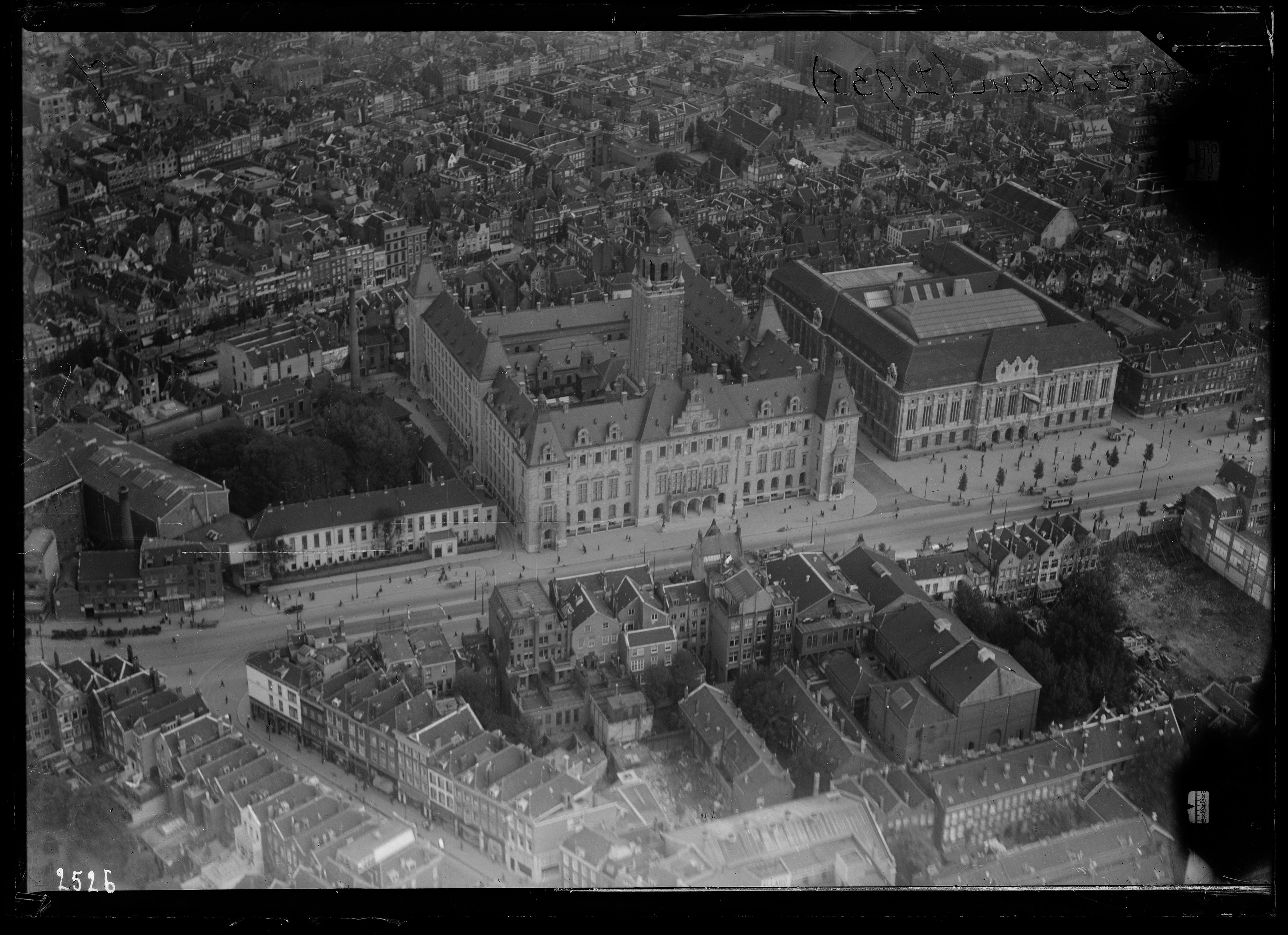
Militaire luchtfoto met stadhuis, 1920-1940

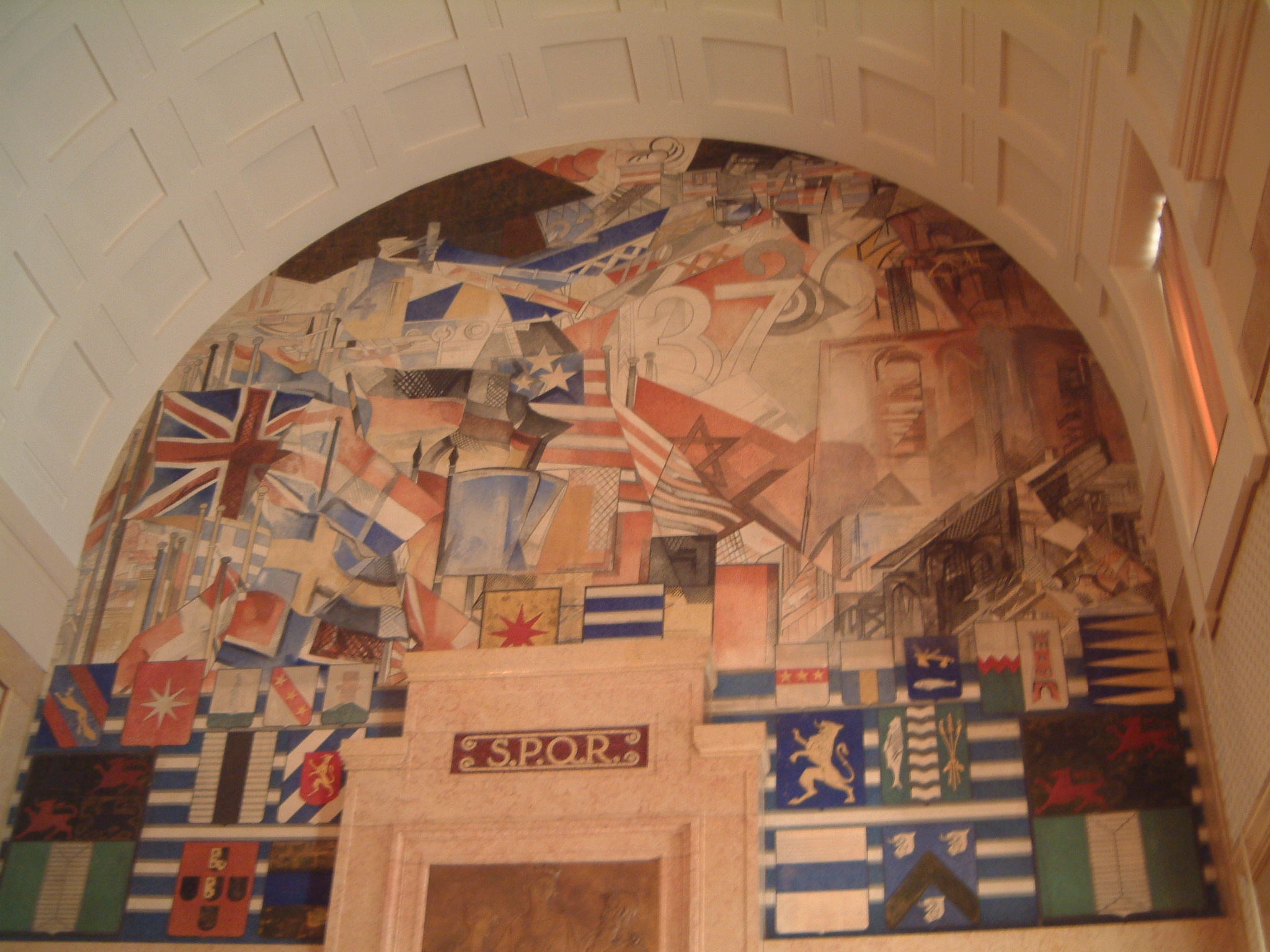
Wandschildering in de Burgerzaal

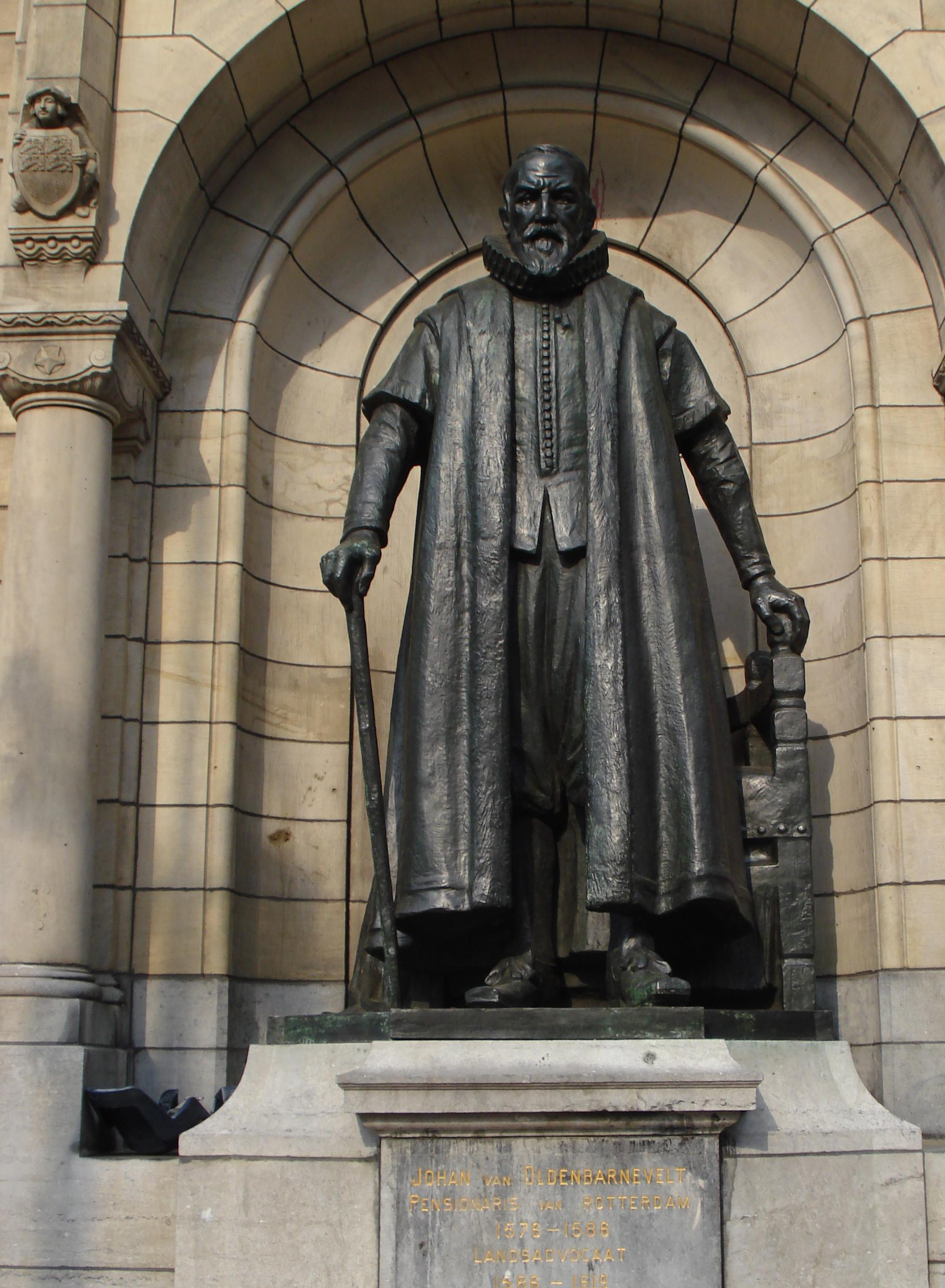
Standbeeld van Johan van Oldenbarnevelt

Het stadhuis aan de Rotterdamse Coolsingel is gebouwd tussen 1914 en 1920 naar een ontwerp van Henri Evers. Het is een van de weinige gebouwen in het centrum van Rotterdam die het bombardement van 14 mei 1940 hebben doorstaan.

## Geschiedenis
In het begin van de 14e eeuw stond aan de Hoogstraat een stedelijk gastverblijf waar handelaren en kooplui op doorreis logeerden. Het gebouw werd na verloop van tijd ook als raadhuis gebruikt naast de functie als gasthuis, maar na een verbouwing in 1606 werd het volledig als raadhuis gebruikt. Ruim twee eeuwen later werd het bij een grondige verbouwing en uitbreiding (1822-1835) voorzien van nieuwe classicistische gevels, ontworpen door stadsarchitect Pieter Adams. Hierbij kwam tevens de voorgevel aan de kant van de Kaasmarkt  te liggen.
Aan het eind van de 19e eeuw werd het raadshuis te klein bevonden en niet meer passend bij de groeiende stad. Ook de ligging, tussen de vele nauwe stegen, werd steeds meer gezien als een onpraktische situatie. In 1904 werd besloten dat er een nieuw raadhuis moest komen. Er werd gekozen voor een stadsboulevard, een statige laan met monumentale gebouwen waaronder het nieuwe stadhuis en het postgebouw, op de plaats van de Coolvest. Dit idee was al voorbereid in 1860. Voor de uitvoering werd de Coolvest gedempt en de rosse wijk Zandstraatbuurt, waar zo'n 2.400 mensen woonden, gesloopt.
In 1911 maakte  Henri Evers een eerste ontwerp van het plan en ook na een besloten prijsvraag werd het nieuwbouwplan van professor Evers, met motto S.P.Q.R., in 1913 door de Gemeenteraad onder burgemeester Zimmerman aanvaard. Er was enige kritiek op de uitslag, omdat velen de voorkeur gaven aan het ontwerp van Willem Kromhout, en juryvoorzitter Zimmerman nauwe banden onderhield met Evers. De bouw kostte ƒ 2.850.000,-. De eerste paal werd geslagen op 12 augustus 1914. Op 1 september 1920 werd het gebouw tijdens een speciale zitting van de gemeenteraad officieel in gebruik genomen.

## Het gebouw
Het stadhuis heeft een grondoppervlakte van 86 bij 106 meter en is gebouwd rond een groot binnenterrein met aan weerszijden twee doorgangen naar de Stadhuisstraat en het Doelwater. Evers ging uit van een beaux-artsstijl met Byzantijnse, Romaanse en art-deco-invloeden.
Het stadhuis heeft een betonnen skelet. De gevels zijn bekleed met zandsteen boven een hardstenen plint. De enorme hitte die het gebouw teisterde in de dagen na 14 mei 1940 droogde het beton zodanig uit dat het ook vandaag nog met speciale zorgvuldigheid wordt omgeven. Het poreuze zandsteen was in de loop der jaren zwart geworden, maar in 2000 is het stadhuis met een speciale techniek gereinigd, waardoor het zijn oude uiterlijk weer heeft teruggekregen.
Het gebouw is sinds 1997 een rijksmonument.

### Toren
De klokkentoren is 71 meter hoog en staat boven de centrale hal. Boven op de toren staat het beeld van een gouden vredesengel door beeldhouwer Johan Keller. Vanuit de centrale hal zijn de Raadzaal en de Burgerzaal te bereiken.

### Gevel

#### Medaillons
Aan de gevel van het stadhuis zijn elf medaillons bevestigd die ontworpen zijn door Lambertus Franciscus Edema van der Tuuk. Op de drie medaillons aan de linkerkant staan de drie deugden geschreven: "Fortitudo" (moed), "Mutua Fides" (wederzijds vertrouwen) en "Fraternitas" (broederschap). In het middendeel staan de beeltenissen van drie personen die belangrijk waren voor de ontwikkeling van de cultuur in Rotterdam: de bewindvoerder van de Oost-indische Compagnie Johan van der Veeken, de filosoof Desiderius Erasmus en de kunstschilder Pieter de Hooch die lang in Rotterdam werkte. Daartussen staan de emblemen van de "Mercatura" (koophandel) en de  "Ars Scientia (Kunsten en wetenschappen). De medaillons aan de rechterkant vertegenwoordigen de staatslieden uit de oudheid: Koning Salomo van Israël die in de tiende eeuw voor Christus vermaard werd om zijn wijsheid en internationale handel en de Atheense staatsman Pericles. Hij stond in de 5e eeuw voor Christus bekend als redenaar en veldheer die streefde naar een democratische staat. Tussen hun twee portretten staat de tekst 'Servi Legis Simus' ("Slaafse navolging van de wet is onverstandig").

### Burgerzaal

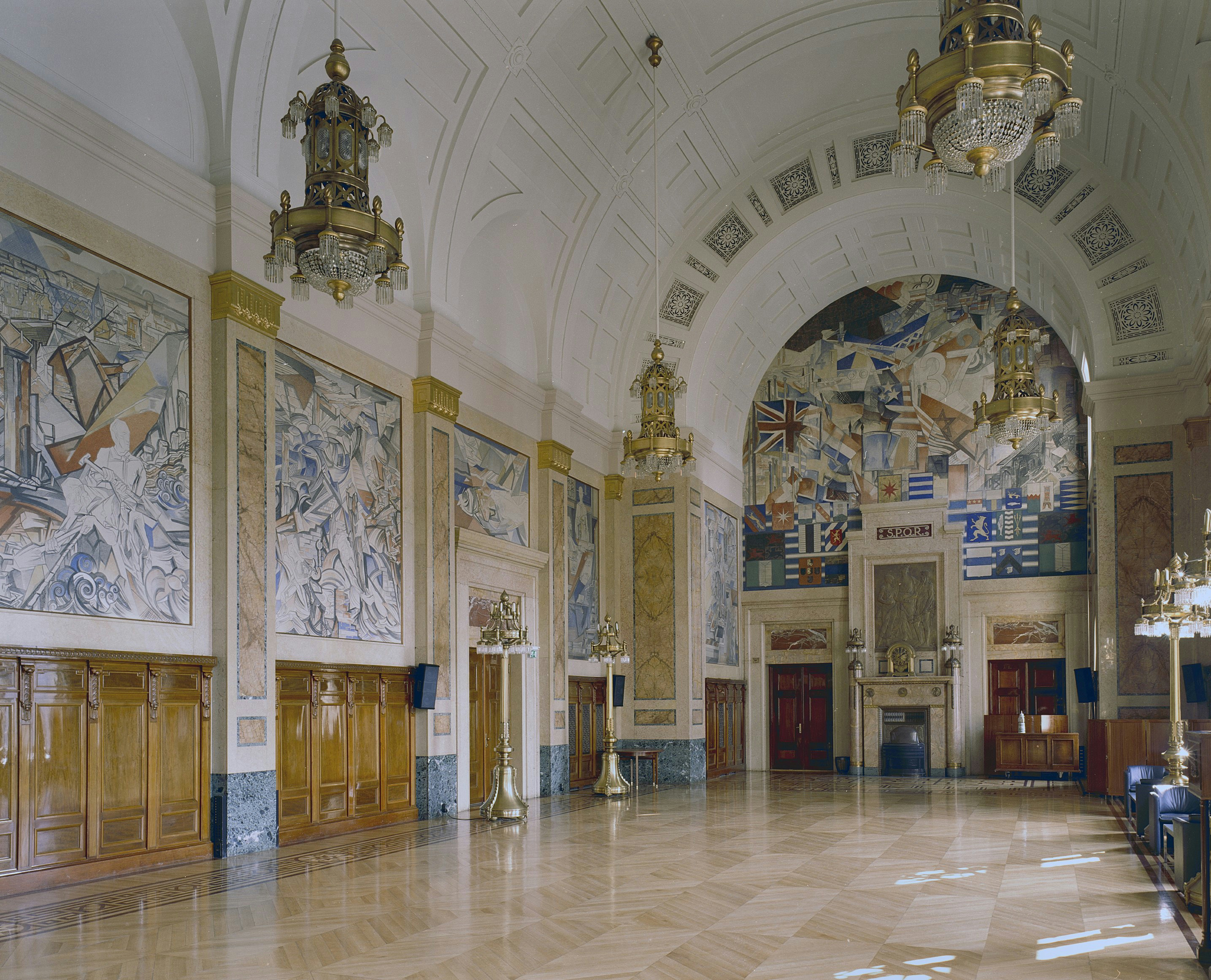
Burgerzaal met wandschilderingen van Johan Thorn Prikker

De Burgerzaal is de grote zaal op de eerste verdieping. Over de volle lengte heeft ze een ondiep maar breed balkon aan de Coolsingel. De zaal wordt gebruikt voor officiële ontvangsten, boekpresentaties, prijsuitreikingen, culturele bijeenkomsten en recepties na huwelijksvoltrekkingen in de naastgelegen trouwzaal. Erin bevindt zich een orgel uit 1920 en de zaal is gedecoreerd met wandschilderingen van Johan Thorn Prikker. Haar semi-monochrome allegorische doeken op de lange wand met voorstellingen als "Dijkdoorbraak" en "Brand" werden aanvankelijk te sinister en modern gevonden. Een deel werd daarom opgeslagen en is pas na de oorlog aangebracht. Ook de kleurrijke wandschildering op het hoofdeind, een collage van wapenborden van geannexeerde randgemeenten en vlaggen van bevriende naties, gegroepeerd rond de gouden letters SPQR, werd met vertraging voltooid.

### Kunst
Een groot aantal beeldend kunstenaars heeft bijgedragen aan de verfraaiing van het stadhuis en de directe omgeving.
- Voor het stadhuis staat het standbeeld van Hugo de Groot door Auke Hettema.
- In een nis onder de burgemeesterskamer staat op een sokkel een bronzen standbeeld van Johan van Oldenbarnevelt, geschonken door Samuel Muller Fz en ontworpen door Charles van Wijk, na zijn overlijden uitgevoerd door Arend Odé.
- Odé was ook verantwoordelijk voor de vier "deugden" ('Ondernemingsgeest', 'Beleid', 'Betrouwbaarheid' en 'Volharding') boven de ingang en de gevelbeeldjes 'Gerechtigheid' en 'De Wet'.
- De wapenschilden naast de stedenmaagd zijn van de hand van Simon Miedema, ook de maker van de twee gevelbeeldjes 'De Fiscus' en 'Portier'
- Bon Ingen-Housz maakte de bronzen beelden 'Mercurius' en 'Neptunus' in de binnentuin.
- De stedenmaagd zelf is van de hand van Toon Dupuis, evenals de bronzen genii op de trapgevel.
- Johan Keller maakte de beelden in de hal die de werelddelen voorstellen, de gevelbeelden 'De Plicht', 'De Tijd', 'Verdraagzaamheid' en 'Onafhankelijkheid' en de terracotta friezen in de binnentuin.
- De gevelbeelden 'Oplettendheid' en 'Waakzaamheid' zijn van Abraham Hesselink.[9]
- L.F. Edema van der Tuuk maakte de twee emblemen 'Kunst' en 'Handel'.
- Johannes Bijsterveld was als leerling van Arend Odé verantwoordelijk voor enkele ornamenten.[10]
- Dirk Wolbers droeg zeven nisfiguren in de binnenhof bij.
- Voor de zijingangen van het gebouw heeft Fré Jeltsema aan de noordkant de 'Scholier met boek' gemaakt en aan de zuidkant de 'Scholier met potloodetui' als symbolen van De Leerplicht en De Tijd.
- Andere door Evers geselecteerde kunstenaars voor de aankleding waren Eduard Jacobs, Arnold Leeflang en Lucas Wensing.

Tussen de beelden 'Verdraagzaamheid' en Onafhankelijkheid' aan de Coolsingel staat de spreuk "In legibus libertas" (In wetten is de vrijheid). Tussen de beelden 'Oplettendheid' en 'Waakzaamheid' aan de Doelwaterzijde staat de spreuk "Quid leges sine moribus et fides sine operibus" (Wat zijn wetten zonder zeden en wat is trouw zonder daden).